# La Guiche (Adelsgeschlecht)
La Guiche ist eine Familie des burgundischen Adels.

## Geschichte
Das Geschlecht ist seit dem Beginn des 13. Jahrhunderts bezeugt. Es hat seinem Namen von der Herrschaft La Guiche. Im 17. Jahrhundert erwarb die ältere Linie den Titel eines Grafen von Saint-Géran (die Linie starb im gleichen Jahrhundert aus), die jüngere den eines Grafen von Sivignon, im 18. Jahrhundert führte dessen Urenkel des ersten Grafen den Titel eines Marquis de La Guiche, ohne dazu autorisiert worden zu sein. 1815 wurde Louis-Henri, Comte de La Guiche, zum Pair von Frankreich ernannt. Bekanntestes Mitglied der Familie ist Jean-François de La Guiche, seigneur de Saint-Géran († 1632), der 1619 zum Marschall von Frankreich ernannt wurde.

## Stammliste (Auszug)

### Bis zum 16. Jahrhundert
1. Renaud, 1200 bezeugt, Seigneur de La Guiche
  1. Hidran, 1250/70 bezeugt, Seigneur de La Guiche
    1. Hugues, 1286 bezeugt, Seigneur de La Guiche; ⚭ Marguerite
      1. Joceran, 1308/26 bezeugt, Seigneur de La Guiche
        1. Guillaume, 1340 bezeugt, Seigneur de La Guiche; ⚭ Isabeau, Dame de Nanton
          1. Jean, † 1390, Seigneur de La Guiche, ⚭ 1365 Marie de l’Espinace, † nach 1413
            1. Gérard, 1401/19 bezeugt, Seigneur de La Guiche, de Nanton, de Chaumont[1]; ⚭ 1401 Marguerite de Poquières
              1. Jean
              2. Claude, 1477/97 bezeugt, Seigneur de La Guiche et de Martigny; ⚭ I 1455 Claudine de la Baume, Tochter von Claude de La Baume, Seigneur de Montrevel (La Baume-Montrevel), und Gasparde de Lévis; ⚭ II Agne (Anne) de Jaucourt, Tochter von Aubert de Jaucourt, Seigneur de Villarnoul (Burgund), und Renée le Roux de la Roche des Aubiers
                1. (I) Jeanne, Priorin in Marcigny
                2. (I) Tochter, Nonne in Marcigny
                3. (I) Jeanne; ⚭ Antoine de Chandieu, Seigneur de Paule en Beaujolais
                4. (I) Marguerite; ⚭ I Méraud, Seigneur de Francheleins et de Gletteins[2]; ⚭ II Guillaume de Roussillon, Seigneur de Mespilia
                5. (II) Jean, Seigneur de La Guiche
                6. (II) Pierre, * wohl 1464, † 1544, Seigneur de La Guiche et de Chaumont; ⚭ 1491 Marie (Françoise) de Chazeron, Tochter von Jacques, Seigneur de Chazeron, und Anne d’Amboise, Schwester des Kardinals Georges d’Amboise
                  1. Jacques, * 1496, † wohl 1512
                  2. Gabriel, * 1497, † nach 1557, Seigneur de La Guiche, de Chaumont, de Saint-Géran, de Torcy et de Coudun; ⚭ (Ehevertrag 1540) Anne Soreau, Erbtochter von Antoine Soreau, Seigneur de Saint-Géran, und Perrone de Salignac, Dame de Magnac – Nachkommen siehe unten
                  3. Pierre, * 1500, Mönch in Cluny, Prior von Notre-Dame de Losne
                  4. Jeanne, * 1501; ⚭ 1514 Jacques Palatin de Dyo
                  5. Marguerite, * 1502; ⚭ Antoine de Montmorin, Seigneur du Chastelar, Sohn von Jacques, Seigneur de Montmorin, und Anne de Montboissier
                  6. Jean, * 1504, X 1522
                  7. Jeanne, * 1506, Nonne in Marcigny
                  8. Charles, * 1510, Seigneur de Saint-Aubin et de la Perrière
                  9. Sébastien, * 1513, Prior von Losne, Administrator von Gaillac
                  10. Claude, † 1553, Bischof von Agde, Bischof von Mirepoix
                  11. François, Archidiakon von Tours
                  12. Philibert, Mönch in Cluny, 1492 Prior von Augerolles, 1505 Prior von Sauxillanges
                  13. Georges, * 1507, Seigneur de Sivignon, de Nanton et de Garnerans; ⚭ 1549 Marguerite de Beauvau, Tochter von René de Beauvau, Baron de Manonville, und Claude Baudoche – Nachkommen siehe unten

                7. (II) Gérard, Seigneur de Martigny-le-Comte, de Sainte-Foy, de Bois-Chevernon (Briennois) et de Noyers en Briennois; ⚭ 1513 Anne de Jaucourt, Tochter von Hugues de Jaucourt, Seigneur de Marault et de Migé, und Marguerite de la Fayette
                  1. Edme, * wohl 1525, † 1547, Seigneur de Martigny-le-Comte
                  2. Anne; ⚭ François de Choiseul, Baron de Clermont († 1572), Sohn von François de Choiseul, Baron de Clermont, und Madeleine de Livron

                8. (II) Philibert, Prior in Sauxillanges
                9. (II) Guillaume, 1484 bezeugt, apostolischer Protonotar, Großarchidiakon von Mâcon
                10. (II) Jean, Prior in Losne
                11. (II) Catherine, ⚭ 1482 Philippe de Vienne, Seigneur der Clervaux, Sohn von Guillaume de Vienne, Seigneur de Montbis, und Béatrice de Cusance

              3. Catherine; ⚭ Robert de Damas, †nach 1479, Seigneur de Digoine[3]

    2. Agnès, 1311 bezeugt

### Ältere Linie
1. Gabriel, * 1497, † nach 1557, Seigneur de La Guiche, de Chaumont, de Saint-Géran, de Torcy et de Coudun; ⚭ (Ehevertrag 1540) Anne Soreau, Erbtochter von Antoine Soreau, Seigneur de Saint-Géran, und Perrone de Salignac, Dame de Magnac – Vorfahren siehe oben
  1. Philibert, Seigneur de la Guiche et de Chaumont, Grand Maître de l’artillerie de France; ⚭ I 1570 Eleonore de Chabannes, Dame de La Palice, Tochter von Charles de Chabannes, Seigneur de La Palice, und Catherine de la Rochefoucauld-Barbezieux; ⚭ II Antoinette de Daillon, Tochter von Gui de Daillon, Comte du Lude (Haus Daillon), und Jacqueline de la Fayette
    1. Kind, † jung
    2. Marie Henriette, * 1600, † 1682, Dame de Chaumont; ⚭ I Jacques Goyon de Matignon, Comte de Thorigny, Sohn von Charles Goyon, Sire de Matignon, Comte de Thorigny (Haus Goyon), und Eleonore d’Orléans-Longueville (Haus Orléans-Longueville); ⚭ II Louis-Emmanuel de Valois, 2. Herzog von Angoulême, Sohn von Charles de Valois, Herzog von Angoulême (Haus Valois-Angoulême) und Charlotte de Montmorency
    3. Anne, Dame de La Guiche et de Chaumont († 1663); ⚭ 1631 Henri de Schomberg, Comte de Nanteuil-le-Haudouin, Marschall von Frankreich
    4. Eleonore, † 1607

  2. Claude, † 1592, Seigneur de Saint-Géran; ⚭ (Ehevertrag 1566) Susanne des Serpens, Dame de Chitain, Tochter von François des Serpens, Seigneur de Chitain, und Jacqueline de Chaugy, Dame de Lallières
    1. Philibert, † jung
    2. Jean François, Seigneur de Saint-Géran, Marschall von Frankreich; ⚭ I 1595 Anne de Tournon, † 1614, Dame de La Palice Erbtochter von Just, Seigneur de Tournon, und Eleonore de Chabannes, Dame de la Palice; ⚭ II Susanne aux Épaules, Tochter von Georges aux Epaules, Seigneur de Sainte-Marie-du-Mont
      1. (I) Claude Maximilien, * wohl 1603, † 1659, Comte de Saint-Géran, de La Palice et de Jaligny; ⚭ 1619 Susanne de Longaunay, † 1679, Erbtochter von Jean de Longaunay, Seigneur d’Amigny, und Susanne aux Épaules
        1. Bernard, * 1641, † 1696, Comte de Saint-Géran, de La Palice et de Jaligny; ⚭ 1667 Françoise Madeleine Claude de Warignies, Erbtochter von François de Warignies, Seigneur de Monfréville, und Madeleine Jourdaine Carbonnel de Canisy
          1. Tochter, * um 1688, Nonne

      2. (I) Marie Gabrielle, † 1632; ⚭ I 1614 Gilbert, Baron de Chazeron; ⚭ II 1627 Timoléon d’Espinay, Marquis de Saint-Luc, Marschall von Frankreich
      3. (I) Jacqueline, † 1651; ⚭ 1632 René, Marquis de Bouillé, Comte de Créance
      4. (II) Marie; ⚭ Charles de Lévis, Herzog von Ventadour, Pair de France, Sohn von Anne de Lévis, Herzog von Ventadour, Pair de France, und Marguerite de Montmorency
      5. (II) Susanne, † 21 Jahre

    3. Antoine, † 1577
    4. Godefroy, † 1627, Seigneur de Chitain; ⚭ 1626 Antoinette d’Albon, Tochter von Pierre d’Albon, Seigneur de Saint-Forgeux
    5. François, Abt von Saint-Satur
    6. Françoise; ⚭ 1584 Gaspard I. de Coligny, Seigneur de Saligny
    7. Marguerite; ⚭ (Ehevertrag 1588) Philibert des Serpens, Seigneur de Gondras
    8. Claudine; ⚭ Elie de Gaing, Baron de Linas en Limousin, Sohn von Foucaud de Gaing, Seigneur de Linas, und Antoinette de Pons
    9. Diane, * wohl 1577, † 1657, Äbtissin von Cusset
    10. Perronne, Priorin in Marcigny
    11. Susanne, Nonne in Marcigny

  3. Jean, Prior von Sauxillanges, 1603 Baron von Bournoncle; ⚭ Françoise de Lastic, Erbtochter von Thibaut de Lastic, Seigneur et Baron de Lastic et de Rochegoude
    1. Louise, Dame de Lastic, ⚭ Louis Antoine de la Rochefoucauld, Seigneur de Chaumont et de Langeac, Sohn von Jacques de la Rochefoucauld und Françoise de Langheac

  4. François, Abt von Saint-Satur, Prior von Monstiers
  5. Peyronne; ⚭ 1570 Louis, Vicomte de Pompadour, Sohn von Geoffroy, Vicomte de Pompadour, und Susanne d’Escars

### Jüngere Linie
1. Georges, * 1507, Seigneur de Sivignon, de Nanton et de Garnerans; ⚭ 1549 Marguerite de Beauvau, Tochter von René de Beauvau, Baron de Manonville, und Claude Baudoche – Vorfahren siehe oben
  1. Antoine, * wohl 1550, X 1574
  2. Jean-Baptiste
  3. Jean Gabriel, X 1570, Malteserordensritter
  4. Pierre Calais, † 1581, Seigneur de Nanton, Comte de Saint-Jean de Lyon
  5. Jacques, 1588 bezeugt, Seigneur de Sivignon, de Nanton, de la Garde en Mâconnais, de Garnerans, de Murgières et de Bertonanches; ⚭ Renée de Châteauvieux, Dame d’Arbent, Tochter von Claude de Châteauvieux, Baron de Fromentès, und Anne de Rochechouart
    1. Philibert, † 1636, Comte de Sivignon; ⚭ Dele de Rye, Tochter von Christophe de Rye, Marquis de Varambon, Comte de Varax[4], und Léonore Chabot
      1. Henri François, Comte de Sivignon; ⚭ 1654 Claude Elisabeth de Damas, Dame de Montmor, Tochter von Jean de Damas, Seigneur de Montmor, und Antoinette Bouton
        1. Nicolas Marie. * um 1656, † 1723, Comte de Sivignon; ⚭ NN - Nachkommen
        2. Henri, Comte de Martigny
        3. Henri, Malteserordensritter
        4. Gabriel Antoine, Seigneur de Chassy
        5. François Éléonor, Baron de Communs[5]
        6. Henriette

      2. Ferdinand, Seigneur de Garnerans
      3. Philiberte, Nonne in Lyon
      4. Catherine, Nonne in Cusset
      5. Marie
      6. Renée Henriette; ⚭ 1656 François de Sainte-Colombe, Seigneur de l’Aubespin et de Larrey

  6. 2 Kinder, † jung
  7. Françoise, Dame de Corcheval[6]; ⚭ 1578 Guillaume d’Amanze, Seigneur de Chosailles